# Мыслова (Хмельницкая область)
Мыслова (укр. Мислова) — село в Хмельницком районе Хмельницкой области Украины.
Население в 2022 году 260 человек. Население по переписи 2001 года составляло 365 человек. Почтовый индекс — 31208. Телефонный код — 3845. Занимает площадь 1,076 км². Код КОАТУУ — 6820983503.

## Местная власть
31200, Хмельницкая обл., Хмельницкий р-н, г. Волочиск